# Diego Menghi
Diego Sebastián Menghi (n. Justiniano Posse, Córdoba, Argentina; 17 de mayo de 1985) es un futbolista argentino que se desempeña como defensor del Chacarita Juniors.

## Clubes
| Club                    | País      | Año               |
| ----------------------- | --------- | ----------------- |
| Racing                  | Argentina | 2006-2008         |
| Atlético Rafaela        | Argentina | 2008-2009         |
| San Luis                | Chile     | 2010              |
| Independiente Rivadavia | Argentina | 2010-2011         |
| Correcaminos de la UAT  | México    | 2011- 2012        |
| Atlético Venezuela      | Venezuela | 2012- 2014- 2019  |
| Alebrijes de Oaxaca     | México    | 2014 - 2016 -2017 |
| Tampico Madero          | México    | 2018              |
| Deportivo Capiatá       | Paraguay  | 2018              |
| Chacarita Juniors       | Argentina | 2018-2019         |